# Босния и Герцеговина на летних Олимпийских играх 1996
Босния и Герцеговина принимала участие в Летних Олимпийских играх 1996 года в Атланте (США) во второй раз за свою историю, но не завоевала ни одной медали. Сборная страны состояла из 9 спортсменов (7 мужчин, 2 женщины), которые выступили в соревнованиях по лёгкой атлетике, гребле на байдарках и каноэ, дзюдо, стрельбе, плаванию, настольному теннису и борьбе.